# Campo de Ourique
Campo de Ourique é uma freguesia portuguesa do município de Lisboa, pertencente à Zona do Centro Histórico da capital, com 1,65 km² de área e 22140 habitantes (censo de 2021). A sua densidade populacional é 13 418,2 hab./km².

## História
A freguesia de Campo de Ourique foi criada no âmbito da reorganização administrativa de Lisboa de 2012, que entrou em vigor após as eleições autárquicas de 2013, resultando da fusão das anteriores freguesias de Santa Isabel e do Santo Condestável.

## Demografia
A população registada nos censos foi:
| Distribuição da População por Grupos Etários | Distribuição da População por Grupos Etários | Distribuição da População por Grupos Etários | Distribuição da População por Grupos Etários | Distribuição da População por Grupos Etários |
| -------------------------------------------- | -------------------------------------------- | -------------------------------------------- | -------------------------------------------- | -------------------------------------------- |
| Ano                                          | 0-14 Anos                                    | 15-24 Anos                                   | 25-64 Anos                                   | > 65 Anos                                    |
| 2001                                         | 2614                                         | 2793                                         | 12383                                        | 7033                                         |
| 2011                                         | 2762                                         | 1985                                         | 11266                                        | 6119                                         |
| 2021                                         | 3156                                         | 2055                                         | 11499                                        | 5430                                         |

À data da junção das freguesias, a população registada no censo anterior (2011) foi:
| Freguesia atual  | Freguesia atual  | Freguesia atual | Freguesias antigas | Freguesias antigas | Freguesias antigas |
| Freguesia        | População (2011) | Área (km²)      | Freguesia          | População (2011)   | Área (km²)         |
| ---------------- | ---------------- | --------------- | ------------------ | ------------------ | ------------------ |
| Campo de Ourique | 22 120           | 1,65            | Santa Isabel       | 6875               | 0,63               |
| Campo de Ourique | 22 120           | 1,65            | Santo Condestável  | 15 257             | 1,03               |

Freguesias existentes antes da criação em 2012 da freguesia de Campo de Ourique

Na prática, a nova freguesia corresponde à antiga freguesia de Santa Isabel antes da criação em 1959, por desanexação desta, da freguesia do Santo Condestável.

## Sede e delegações da Junta de Freguesia
Sede (Santo Condestável) - Rua Azedo Gneco, 84, 2º
Delegação (Santa Isabel) - Rua Saraiva de Carvalho, 8, 2º Dto
Delegação da Quinta do Loureiro - Rua da Quinta do Loureiro, Lote 4, Loja 4

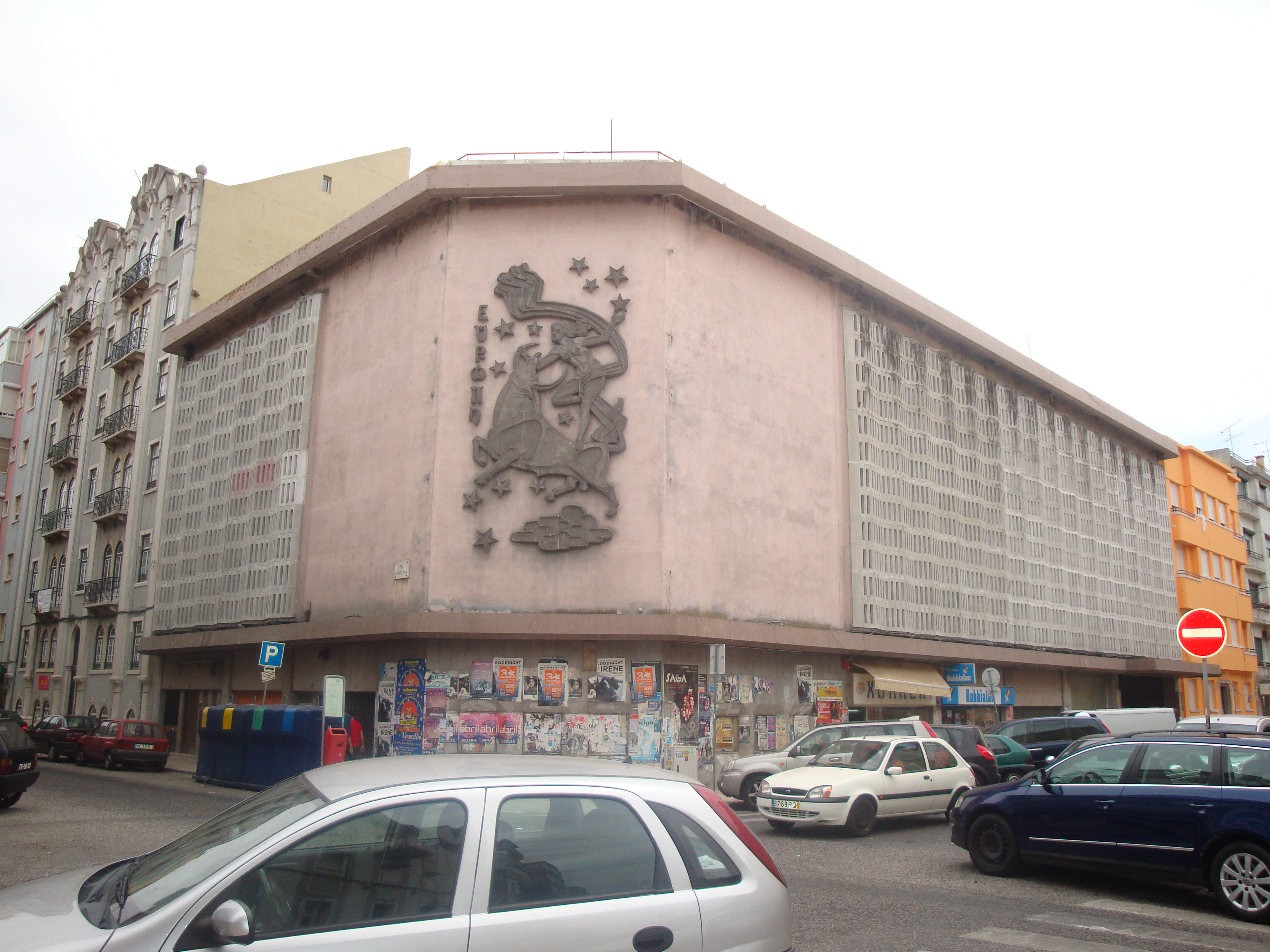
Cinema Europa (demolido em 2010), na Rua Francisco Metrass

## Origem do nome
Até à criação da freguesia, "Campo de Ourique" referia-se apenas ao bairro homónimo da cidade de Lisboa. Encontra-se no coração da cidade, entre as Amoreiras, a Estrela e os Prazeres. Trata-se de um bairro residencial, mas com uma vocação para o comércio muito forte e antiga. Campo de Ourique é um bairro com vida própria, parece uma pequena cidade dentro da Grande Lisboa. É apontado frequentemente como o bairro mais pacífico da cidade de Lisboa e aquele que reúne as melhores condições de vida, diferenciando-se de outras zonas urbanas que dependem excessivamente de Centros Comerciais. Os dias úteis e o fim de semana parecem não se distinguir entre si, pois o movimento pacato e paradoxalmente dinâmico das gentes atravessa o bairro todos os dias da semana com o mesmo ritmo.

## Património
Do património edificado de Campo de Ourique, destaca-se a Igreja do Santo Condestável, monumento emblemático da zona da autoria de Vasco Regaleira, o arquitecto das "novas igrejas" e a Igreja de Santa Isabel. Até 2010 existia aí o edifício do antigo Cinema Europa edificado na década de 30 e redesenhado pelo arquitecto Carlos Antero Ferreira em 1958, com escultura de Euclides Vaz.
Nas décadas de 1980 e de 1990, várias bandas surgiram em Campo de Ourique, tendo marcado a cena musical nacional: Ena Pá 2000, Pop Dell'Arte e Essa Entente. Também a primeira editora discográfica independente portuguesa, a Ama Romanta, teve origem no bairro, em 1986, ficando então a sua sede na Rua Coelho da Rocha.

## Personalidades
Várias figuras e personalidades ligadas à cultura viveram ou vivem em Campo de Ourique: Fernando Pessoa, Luís de Sttau Monteiro, Jorge Costa Pinto, Jorge Borges de Macedo, Rão Kyao, João Afonso, Manuel João Vieira, João D'Ávila, Fernanda Lapa, Fernanda Borsatti, João Peste, São José Lapa, Jorge Silva Melo, José Nascimento, Jorge Martins, Artur Varatojo, Manuel Costa Cabral, Guida Maria, André Murraças, Judith Teixeira, Iolanda Laranjeiro, Marcantonio Del Carlo entre muitos outros.

## Equipamentos
- Escola de Hotelaria e Turismo de Lisboa
- Liceu Pedro Nunes
- Oficinas de São José
- Eb 2,3 Manuel da Maia[12]
- Piscina Municipal de Campo de Ourique[13]
- AMA - Academia Mundo das Artes[14]
- Mercado de Campo de Ourique[15]

## Arruamentos
A freguesia de Campo de Ourique contém 99 arruamentos. São eles:
| - Avenida Álvares Cabral - Avenida Conselheiro Fernando de Sousa - Avenida de Ceuta - Avenida Engenheiro Duarte Pacheco - Beco da Pedreira da Caneja - Beco de Santa Quitéria - Beco do Batalha - Beco do Casal - Beco do Fogueteiro - Beco do Julião - Beco do Paiol - Escadinhas dos Terramotos - Estrada dos Prazeres - Largo do Paiol - Largo do Rato - Largo Dr. António Viana - Largo Hintze Ribeiro - Praça Afonso do Paço - Praça das Águas Livres - Praça Ginásio Clube Português - Praça São João Bosco - Rua Almeida e Sousa - Rua André Brun - Rua Azedo Gneco - Rua Bombeiro Catana Ramos - Rua Carlos Alberto da Mota Pinto - Rua Carlos da Maia - Rua Coelho da Rocha - Rua Coronel Ribeiro Viana - Rua Correia Teles - Rua Costa Pimenta - Rua Custódio Vieira - Rua da Arrábida - Rua da Estrela - Rua da Imprensa à Estrela - Rua da Páscoa - Rua da Quinta do Loureiro - Rua das Amoreiras - Rua de D. Dinis (O Lavrador) - Rua de Infantaria 16 - Rua de Santa Isabel - Rua de Sant'Ana à Lapa - Rua de Santo Amaro - Rua de Santo António à Estrela - Rua de São Bento - Rua de São Bernardo - Rua de São João Nepomuceno - Rua de São Joaquim - Rua de São Jorge - Rua do Arco a São Mamede - Rua do Arco do Carvalhão | - Rua do Cabo - Rua do Campo de Ourique - Rua do Patrocínio - Rua do Possolo - Rua do Quatro de Infantaria - Rua do Sol ao Rato - Rua Dom João V - Rua Domingos Sequeira - Rua dos Sete Moinhos - Rua Dr. Teófilo Braga - Rua Fernando Assis Pacheco - Rua Ferreira Borges - Rua Francisco Lacerda - Rua Francisco Metrass - Rua Freitas Gazul - Rua Gervásio Lobato - Rua Gorgel do Amaral - Rua Guilherme Anjos - Rua João Anastácio Rosa - Rua José Gomes Ferreira - Rua Joshua Benoliel - Rua Luís Derouet - Rua Maria Pia - Rua Maria Ulrich - Rua Padre Francisco - Rua Pereira e Sousa - Rua Possidónio da Silva - Rua Professor Gomes Teixeira - Rua Sampaio Bruno - Rua Saraiva de Carvalho - Rua Silva Carvalho - Rua Tenente Ferreira Durão - Rua Tierno Galvan - Rua Tomás de Anunciação - Travessa da Arrábida - Travessa das Terras de Sant'Ana - Travessa de Campo de Ourique - Travessa de Cima dos Quartéis - Travessa de Santa Quitéria - Travessa de Santo Aleixo - Travessa de Santo Ildefonso - Travessa de São Caetano - Travessa de São Plácido - Travessa Debaixo dos Quartéis - Travessa do Bahuto - Travessa do Barbosa - Travessa do Cabo - Travessa dos Prazeres |

Existem ainda outros 27 arruamentos reconhecido pela Câmara, mas não geridos directamente por esta:
- Pátio do Cambaia (Rua dos Sete Moinhos, 9)
- Pátio do Fogueteiro (Beco do Fogueteiro, 7)
- Pátio dos Artistas (Rua Coelho da Rocha, 69)
- Pátio Benedites (Rua do Arco do Carvalhão, 88)
- Pátio do André (Rua do Arco do Carvalhão, 214)
- Vila Martins (Rua do Arco do Carvalhão, 300)
- Vila Sousa (Rua do Arco do Carvalhão, 206)
- Pátio do Serra (Rua Quatro de Infantaria, 64)
- Pátio do Severino (Rua Quatro de Infantaria, 74)
- Pátio do Pataco (Rua Quatro de Infantaria, 54)
- Pátio do Garrido (Rua dos Sete Moinhos, 76)
- Pátio do Ribas (Rua dos Sete Moinhos, 69)
- Pátio Ventura Fernandes (Rua dos Sete Moinhos, 63)
- Pátio do Ventura (Rua dos Sete Moinhos, 69)
- Rua Particular (Rua dos Sete Moinhos, 69)
- Vila Agostinho Lourenço (Rua Guilherme Anjos, 1)
- Casal Evangelista (Rua Maria Pia, 146A)
- Casal Viúva Teles (Rua Maria Pia)
- Casal do Evaristo de Cima (Rua Sampaio Bruno)
- Pátio do Guilherme (Rua Saraiva de Carvalho, 191)
- Pátio Dias / Pátio Costa (Travessa de Campo de Ourique, 15)
- Pátio Sequeira (Travessa de Campo de Ourique, 45)
- Pátio Venceslau (Travessa de Campo de Ourique, 21)
- Vila Alves (Travessa de Campo de Ourique, 33)
- Vila Costa (Travessa de Campo de Ourique, 27)
- Vila Rosário (Travessa do Bahuto, 37)
- Vila José Martins (Travessa dos Prazeres, 11)